# Veronica Lake
Veronica Lake (właśc. Constance Frances Marie Ockleman, ur. 14 listopada 1922 w Nowym Jorku, zm. 7 lipca 1973 w Burlington) – amerykańska aktorka.

## Życiorys
Jej kariera rozpoczęła się w 1940 roku. Zagrała wtedy drobną rolę w filmie Sorority House. Za namową producenta Arthura Hornblowa, zmieniła również nazwisko na Veronica Lake. Rola w filmie I Wanted Wings przyniosła jej dużą popularność. To właśnie w tej produkcji aktorka po raz pierwszy przysłoniła prawy profil twarzy burzą falujących, blond loków, co stało się znakiem rozpoznawczym jej stylu. W ten sposób Veronica Lake stała się niedoścignionym wzorem kobiecej tajemniczości i ekranową femme fatale. Jedną z najlepszych kreacji w całej karierze stworzyła w komediodramacie Prestona Sturgesa pod tytułem Podróże Sullivana (1941). Zasłynęła również z występów w parze z Alanem Laddem, z którym zagrała w czterech filmach; były to kolejno Pistolet do wynajęcia (1942), Szklany klucz (1942), Duffy's Tavern (1945) i Błękitna Dalia (1946). W 1943 na ekrany kin wszedł kolejny hit z jej udziałem So Proudly We Hail z Claudette Colbert. W 1944 zagrała w filmie The Hour Before Down, który nie został dobrze oceniony przez publiczność i krytyków. W 1946 Veronica zagrała w The Blue Dahlia, film okazał się hitem, ostatnim w jej karierze. Potem wytwórnia obsadzała ją w mało interesujących produkcjach. W końcu została zwolniona.
W 1949 roku wystąpiła w filmie Sluttery's Hurricane wytwórni Twentieth Century, ale film nie zebrał dobrych recenzji. Po tym nie pojawiała się na dużym ekranie, aż do roku 1952, kiedy zagrała w filmie Stronghold, który sama określała jako beznadziejny. W latach 1952–1966 Veronica przeniosła się z planu filmowego na deski teatru. Jej role nie zostały jednak docenione. W tamtym okresie Lake miała poważne problemy z alkoholem. Wkrótce powróciła na plan filmowy, ale jej role nie były wysoko oceniane. Ostatni raz stanęła przed kamerą w 1970. Zagrała wtedy w filmie Flesh Feast. Zmarła na zapalenie wątroby oraz towarzyszącą jej ostrą niewydolność nerek (komplikacje związane z chorobą alkoholową) w wieku 50 lat.

## Wybrana filmografia
- 1970 Flesh Feast jako Dr. Elaine Frederick
- 1966 Footsteps in the Snow
- 1951 Stronghold jako Mary Stevens
- 1949 Slattery's Hurricane jako Dolores Greaves
- 1948 Saigon jako Susan Neaves
- 1948 Sainted Sisters, The
- 1948 Isn't It Romantic? jako Candy Cameron
- 1947 Ramrod jako Connie Dickason
- 1947 Variety Girl jako ona sama
- 1946 Miss Susie Slagle's jako Nan Rogers
- 1946 Błękitna dalia (Blue Dahlia, The) jako Joyce Harwood
- 1945 Hold That Blonde jako Sally Martin
- 1945 Out of This World jako Dorothy Dodge
- 1945 Bring on the Girls jako Teddy Collins
- 1945 Duffy's Tavern jako ona sama
- 1944 Hour Before the Dawn, The jako Dora Bruckmann
- 1943 Bohaterki Pacyfiku (So Proudly We Hail!) jako Porucznik Olivia D'Arcy
- 1942 Ożeniłem się z czarownicą (I Married a Witch) jako Jennifer
- 1942 Glass Key, The jako Janet Henry
- 1942 This Gun for Hire jako Ellen Graham
- 1942 Eyes Have It, The jako ona sama
- 1941 Złote wrota (Hold Back the Dawn) jako Aktorka filmowa
- 1941 Podróże Sullivana (Sullivan's Travels) jako Dziewczyna
- 1941 I Wanted Wings jako Sally Vaughn
- 1940 Young as You Feel jako Bit Part
- 1940 Forty Little Mothers jako Granville Girl
- 1939 All Women Have Secrets jako Jane
- 1939 Wrong Room, The jako The Blonde